# Araneus gazerti
Araneus gazerti là một loài nhện trong họ Araneidae.
Loài này thuộc chi Araneus. Araneus gazerti được Embrik Strand miêu tả năm 1909.